# Wellsboro
Wellsboro is een plaats (borough) in de Amerikaanse staat Pennsylvania, en valt bestuurlijk gezien onder Tioga County.

## Demografie
Bij de volkstelling in 2000 werd het aantal inwoners vastgesteld op 3328.
In 2006 is het aantal inwoners door het United States Census Bureau geschat op 3297, een daling van 31 (-0.9%).

## Geografie
Volgens het United States Census Bureau beslaat de plaats een oppervlakte van
12,8 km², waarvan 12,7 km² land en 0,1 km² water.

## Plaatsen in de nabije omgeving
De onderstaande figuur toont nabijgelegen plaatsen in een straal van 28 km rond Wellsboro.